# 汪懋华
汪懋华（1932年11月11日—2025年2月28日），男，广东兴宁人，中国农业工程、电子信息技术与自动化专家，中国工程院院士。

## 生平
1956年毕业于北京农业机械化学院农业机械系。1962年获前苏联农业电气自动化技术科学副博士学位。1995年当选为中国工程院院士。